# Metachondromatose
Die Metachondromatose ist eine sehr seltene angeborene Erkrankung mit einer Kombination von Enchondromen, Exostosen und Osteochondrom artigen Veränderungen.
Synonyme sind: MC; METCDS, Enchondromatose Typ III nach Spranger
Die Erstbeschreibung stammt aus dem Jahre 1971 durch Pierre Maroteaux.

## Verbreitung
Die Häufigkeit wird mit unter 1 zu 1.000.000 angegeben, bislang wurde über etwa 40 Betroffene berichtet. Die Vererbung erfolgt autosomal-dominant.

## Ursache
Der Erkrankung liegen Mutationen im PTPN11-Gen auf Chromosom 12 Genort q24.13 zugrunde, welches für die Synthese der Protein-Tyrosin-Phosphatase, Nicht-Rezeptor Typ 11 (PTPN11) kodiert.
Mutationen dieses Genes sind auch beteiligt beim LEOPARD-Syndrom, der somatischen Form der Juvenilen myelomonozytären Leukämie und dem Noonan-Syndrom.

## Klinische Erscheinungen
Klinische Kriterien sind:
- Manifestation im Kindesalter
- Osteochondrome meist an Hand und Fuß, besonders an den Fingern und Zehen
- Exostosen weisen in Richtung Epiphyse
- Enchondrome im Beckenkamm und seltener in den Metaphysen der langen Röhrenknochen
- keine Verkürzung oder Verbiegung der langen Knochen, keine Gelenkdeformität
- normale Körpergröße
- Häufig spontane Rückbildung

Eventuell kann auch eine Hypodontie hinzukommen.
Äußerst selten wurde eine maligne Entartung beschrieben, andere Quellen widersprechen jedoch.

## Diagnose
Die Diagnose ergibt sich aus Anamnese, klinischen und radiologischen Befunden. Im Röntgenbild Osteochondrome an den Metaphysen der kurzen Röhrenknochen gemeinsam mit Enchondromen.
Eine vorgeburtliche Diagnostik ist möglich.

## Differentialdiagnose
Abzugrenzen sind:
- Multiple kartilaginäre Exostosen
- Ollier-Syndrom
- Maffucci-Syndrom
- Morbus Trevor

## Therapie
Eine operative Behandlung kommt lediglich bei ausgeprägter Fehlstellung infrage.